# توتنزن
توتنزن (به آلمانی: Tötensen) یک منطقهٔ مسکونی در آلمان است که در روزنگارتن (نیدرزاکسن) واقع شده‌است.